# Joventut Agrícola Catòlica
La Joventut Agrícola Catòlica (JAC) (en francès: Jeunesse agricole catholique, JAC) fou una organització francesa d'Acció Catòlica creada el novembre de 1929 i dissolta el 1935 per refundar-se com a Moviment Rural de Joventut Cristiana (MRJC). A vegades se la coneix erròniament com a "Joventut Agrícola Cristiana". Entre 1933 i 1935 es fundà la seva secció femenina: la Joventut Agrícola Catòlica Femenina (JACF).

## De 1929 a la fi de la Segona Guerra Mundial
La JAC fou fundada a iniciativa de l'Associació Catòlica de la Joventutat Francesa (ACJF), recolzada sobretot per la Unió Catòlica de la França Agrícola (fundada l'any 1917). Els fundadors de la JAC foren joves i sacerdots, sobretot Jacques Ferté i Robert Gravier, i tingueren per objectiu l'evangelització de les campanyes i millorar les condicions de vida dels joves pagesos. En aquella època, tot i que s'estigué en plena Revolució Industrial i les campanyes s'aprofitaren parcialment, el treball al camp així com les condicions de vida al món rural foren molt dures. Les eines d'aquests militants foren lliçons per correspondència de l'Ensenyament Agrícola i de l'Associació Catòlica de la Joventut Francesa, existent des de 1886.
Com moltes associacions juvenils catòliques de l'època (com els scouts), la JAC no fou pas mixtes. Per aquesta raó, entre 1933 i 1935, es fundà la Joventut Agrícola Catòlica Femenina (JACF), per a dur a terme una acció similar en les noies.

## Després de la Segona Guerra Mundial
Sensible a la prioritat del moment, que fou la d'alimentar el país (que encara patia el racionament), la JAC es mobilitzà per aaugmentar la producció agrícola francesa. Fou aleshores quan apostà per noves tècniques de producció (la mecanització, els adobs i d'altres progressos).
La JAC permetí als agricultors organitzar la seva professió així com en organismes de gestió, cooperatives, mútues i sindicats agrícoles. Els joves pagesos pregueren grans responsabilitats i l'any 1960 la gran majoria dels responsables agrícoles francesos i dels electes rurals sortiren de la JAC/F.

## Els anys 1960 i la fi de la JAC
L'any 1960, els agricultors es trobaren numéricament minvats per l'efecte de l'evolució de les categories socio-professionals. Nous problemes sorgiren a l'ordre del dia: sobreproducció, èxode rural massiu, desertització, creixement de l'interès concedit al profit, etc. La JAC decidí reorganitzar-se i l'any 1965 es refundà com a Moviment Rural de Joventut Cristiana (MRJC) fins al dia d'avui.
El fons d'arxiu de la Joventut Agrícola Catòlica es conserva al centre d'arxius de Montreal de la Biblioteca i Arxiu Nacional de Quebec.